# SN 2003gg
SN 2003gg – supernowa typu II odkryta 27 czerwca 2003 roku w galaktyce IC1321. W momencie odkrycia miała maksymalną jasność 18,50m.